# 夭折
| ウィキペディアには「夭折」という見出しの百科事典記事はありません（タイトルに「夭折」を含むページの一覧/「夭折」で始まるページの一覧）。 代わりにウィクショナリーのページ「夭折」が役に立つかもしれません。 |